# بوینا نیوا
بوینا نیوا (به لاتین: Bojna Njiva) یک منطقهٔ مسکونی در مونته‌نگرو است که در مویکوواس واقع شده‌است. بوینا نیوا ۳۰۰ نفر جمعیت دارد.